# 土溪水库
土溪水库是中国重庆市南川区境内的一座水库，位于长上干水系小支流土溪河上，建于1976年。水库正常库容为1195万立方米，集雨面积为18平方千米，海拔为788.89米。